# Warszawa Stalowa
Warszawa Stalowa – wąskotorowa stacja w Warszawie zlikwidowana w 1949 roku.

## Opis
Została wybudowana w 1901 roku. Była stacją początkową Mareckiej Kolei Dojazdowej. Znajdowała się w dzielnicy Praga-Północ, na terenie Nowej Pragi, przy ul. Stalowej. Obecnie w jej miejscu znajduje się supermarket Kaufland.